# Стоунбайрс
Сто́унбайрс (англ. Stonebyres) — поместье и загородный дом или вилла в Ланаркшире (Шотландия), принадлежащий семье Вейр (англ. Weir) или де Вер (норв. de Vere) из самой ранней зарегистрированной истории региона. Вейр-де-Верес (англ. Weir-de Veres) являлись кадетской ветвью семьи Вейр из Блэквуда (англ. Blackwood, South Lanarkshire). Они были мощной и порою соперничающей ветвью лэрдов Блэквуда, — главы семейного клана Вейр. Лэрда Стоунбайрса также часто называли бароном Стоунбайрсом.

## Описание

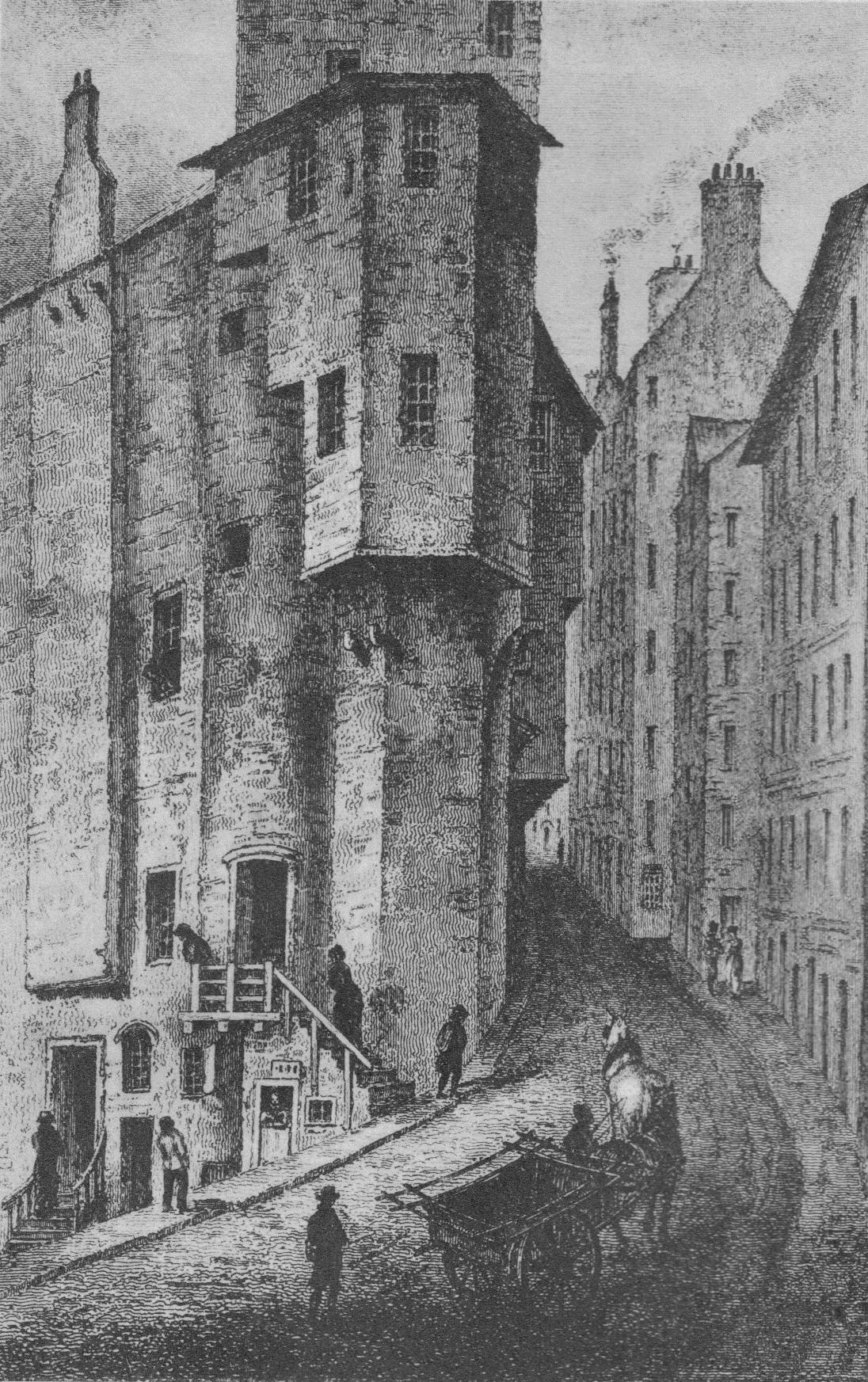
Замок

Замок Стоунбайрс был расположен у реки Линн-Бёрн (англ. Linn Burn), притока реки Клайд, примерно в 4 километрах или 2,5 милях к западу от Ланарка (англ. Lanark). Площадь сохранившейся к XV веку крепости размером в 33 на 29 футов (10 на 8.8 метров) впоследствии была увеличена более чем в два раза, а в 1850 году перестроена в стиле шотландских баронов — особняк. В 1934 году строение было разрушено и в настоящее время на этом месте сохранились лишь исторические руины стен бывшего замка, а также каретный двор и обнесенный стеной сад поблизости. Сообщается, что Томас де Вер (англ. Thomas de Vere) был лордом замка Стоунбайрс в XIII веке. Вторым строением, располагавшимся недалеко от скал над водопадом реки Клайд в Стоунбайрс (англ. Stonebyres Falls), был замок Кэрни (англ. Cairnie Castle от гэльск. Càrnaidh): заброшенные останки были зарегистрированы[что?] в 1794 году, и в настоящее время на этом месте располагается гидроэлектростанция.

## Владельцы
Джеймс Вер (англ. James Vere) из Стоунбайреса (ок. 1715—1759) являлся членом парламента от Ланаркшира с 1754 года до своей смерти. Сумасбродный мот вынужден был продать часть фамильных поместий, как приемник по наследным долгов. На картинах сэра Генри Ребёрна (1756—1823) примерно в 1805 году была изображена жена Дэниела Вера из Стоунбайреса, шерифа Ланаркшира, бывшая Якобина Лесли, дочь Джеймса, графа Лесли «Миссис Вир из Стоунбайреса»: она была падчерицей Ребёрна после его женитьбы на вдове Лесли Энн. Миссис Вир умерла 13 декабря 1820 года.
В 1842 году Стоунбайрес был куплен Джеймсом Монтеатом за 25600 фунтов стерлингов. Новый хозяин расширил усадьбу, потратив на это дополнительно 25999 фунтов стерлингов. Покупка была осуществлена за счёт денег, унаследованных от майора Арчибальда Джеймса Дугласа Монтеата, который — по общему мнению, — сколотил своё состояние в Индии, на украденных сокровищах у священного слона махараджи.
После Джеймса поместье унаследовал Дуглас-Саппорт (англ. Douglas Support), приняв фамилию Дуглас. Джеймс Монтеат Дуглас (англ. James Monteath Douglas) умер неженатым в 1850 году и имущество унаследовал его двоюродный брат — генерал сэр Томас Монтеат Дуглас (англ. General Sir Thomas Monteath Douglas), офицер бенгальской армии британской Ост-Индской компании, который умер в Стоунбайресе в 1868 году. Впоследствии Стоунбайрес был сдан в аренду на оставшуюся часть века, поскольку единственная выжившая дочь Джеймса — Амелия (англ. Amelia), — вышла замуж за сэра Уильяма Монтеата Скотта (англ. Sir William Monteath Scott) из Анкрама (англ. Ancrum). Дочь мадам Амелии, Констанция (англ. Constance ), приобрела поместье у своей матери и перепродала его Джеймсу Ноблу Грэму (англ. James Noble Graham) из Карфина (англ. Carfin) в 1906 году. Однако, потратив 60 тысяч фунтов стерлингов на Стоунбайрес, новый хозяин особняка обанкротился и Констанция вернула своё право собственности в 1924 году.
Констанция умерла в 1933 году, и дом перешёл Министерству сельского хозяйства, которое создало небольшие хозяйства для безработных из Ошенхита. И хотя усадьба была снесена в 1934 году, её элементы сохранились.